# Copa Governador Luis Ducoing
A Copa Governador Luis Ducoing, também conhecido como Torneio Triangular do León ou Torneio Triangular do México, foi um torneio amistoso realizado no México em 1977, que contava com a participação dos times mexicanos América e León e do time brasileiro Santos FC, que se sagrou campeão.

## Participantes
- América
- León
- Santos FC

## Partidas[2][3][4]
|  | América-MEX | 2 - 2 | Santos FC         |  |
|  |             |       | Joãozinho · Juary |  |

|  |       | Penalidades                                               |  |
|  | 3 - 5 | Alfredo Mostarda Carlos Roberto Zé Mário Bianque Fernando |  |

| 10 de outubro de 1977 | León                                        | 2 - 3 | Santos FC                                    | Estádio León, Léon, México                      |
|                       | Alfredo Mostarda 21' (g.c.) · Rodriguez 50' |       | Zé Mário 33' · Nilton Batata 40' · Juary 62' | Público: 20,000 Árbitro: Marco Antonio Borantes |

León: Miranda; Razo, Ayala, Diaz (Batalha) e Florez; Luiz Gomes, Delgado e Mauri; Rodriguez, Kalu (Echevarry) e Alberto Jorge (Salomão).
Santos: Ernani; Fernando, Joãozinho, Alfredo Mostarda e Fausto; Carlos Roberto, Zé Mario e Ailton Lira; Nilton Batata, Juary e Bozó (Bianque). Técnico: Otto Glória.